# Ignacy Kujawa
Ignacy Kujawa (ur. 31 lipca 1890 w Strzyżewie Smykowym, zm. 9 sierpnia 1979 w Poznaniu) – uczestnik strajku dzieci wrzesińskich w 1901, powstaniec wielkopolski.

## Życiorys
Syn Michała i Marianny z domu Urbaniak. Uczęszczał do Katolickiej Szkoły Ludowej we Wrześni. W 1901 uczestniczył w strajku szkolnym we Wrześni. Dalej kształcił się w zawodzie ślusarz-mechanik. Pracował w wielu różnych przedsiębiorstwach na emigracji zarobkowej w Niemczech. W 1914 powołano go do Armii Cesarstwa Niemieckiego. Podczas udziału w I wojnie światowej uzyskał stopień kaprala. Brał udział w wydarzeniach rewolucyjnych, gdy jesienią 1918 roku przebywał jako rekonwalescent w garnizonie berlińskim. W listopadzie tego roku powrócił do Wrześni. Wchodził w skład polskiej grupy w Radzie Robotniczej (był jednym z głównych jej organizatorów) i w Radzie Robotniczo-Żołnierskiej oraz w Miejskiej Radzie Ludowej. Jako dowódca plutonu wrzesińskiej kompanii ckm w trakcie powstania wielkopolskiego wyróżnił się w obydwu bitwach o Szubin 8 stycznia i 11 stycznia 1919, potem na odcinku Rynarzewo-Rudy-Władysławowo. Zwolniony z wojska po zakończeniu walk ze stopniem sierżanta sztabowego. Do 1939 pracował w służbie skarbowej w Kościanie, gdzie zamieszkał na stałe. Po II wojnie światowej pracował w skarbowości w różnych miejscowościach na Ziemiach Odzyskanych. W 1951 przeszedł na emeryturę, zamieszkując na stałe w Poznaniu.
Zmarł 9 sierpnia 1979 w Poznaniu.

## Życie osobiste
W 1920 ożenił się z Pelagią Wilkowską, z którą miał trzy córki: Leokadię, Włodzimiere i Janinę.